# Tugt og utugt i mellemtiden
Tugt og utugt i mellemtiden er en roman af Svend Åge Madsen, der blev udgivet første gang i 1976. Romanen er oversat til flere sprog, bl.a. engelsk (titel: Virtue and vice in the middle time).
Handlingen udspiller sig i Århus i 1960'erne og 1970'erne, og centrerer sig om en mand, der er blevet uretmæssigt dømt for et mord. 
Bogen er opført som opera af Aarhus Sommerteater.
Bogen var den ene af Danmarks nominerede værker til Nordisk Råds litteraturpris i 1976.